# اقتصاد سلوفينيا

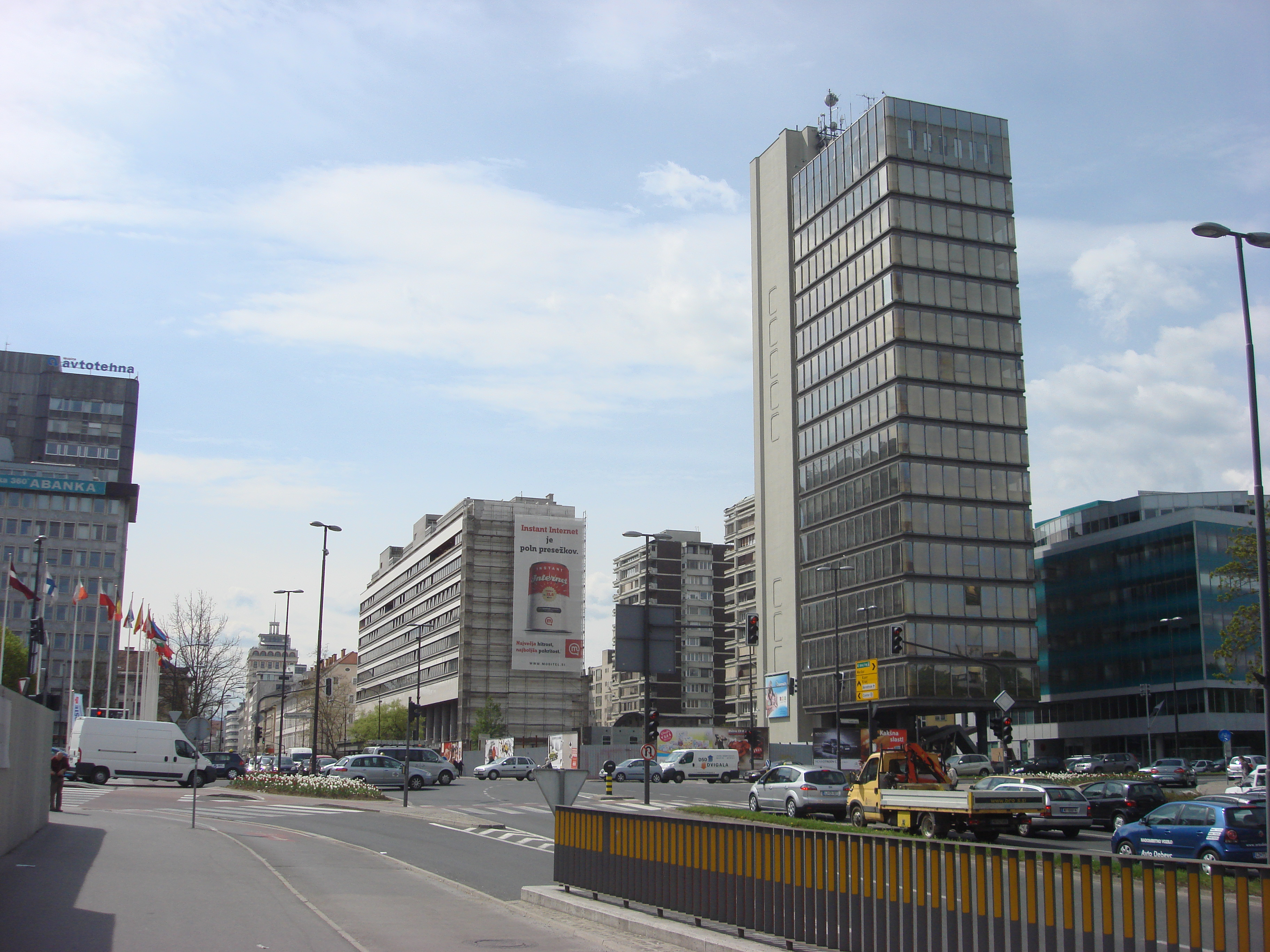

سلوفينيا هي دولة ذات اقتصاد ناشئ. كانت سلوفينيا من أوائل الدول في الاتحاد الأوروبي التي تستخدم اليورو في عام 2007. وقد كانت عضوا في منظمة التعاون الاقتصادي والتنمية منذ العام 2010.
تميزت الفترة 1992-2004 من قبل حكم ديمقراطية ليبرالية من سلوفينيا، التي كانت مسؤولة عن الانتقال التدريجي إلى اقتصاد السوق الرأسمالي. في وقت لاحق انها اجتذبت انتقادات كثيرة من قبل خبراء الاقتصاد الليبرالي الجديد، الذي طالب نهجا أقل تدريجيا. رئيس الحزب جانيز درنوفسك، الذي شغل منصب رئيس الوزراء بين عامي 1992 و 2002 ، كان واحدا من السياسيين السلوفينية الأكثر تأثيرا في عام 1990. جنبا إلى جنب مع الرئيس السلوفيني ميلان كوكان.
احتلت سلوفينيا المركز 33 في مؤشر الابتكار العالمي عام 2023. وتراجعت للمركز 34 في مؤشر عام 2024.